# БелКА (спутник)
БелКА (аббревиатура от бел. Беларускі касмічны апарат — Белорусский космический аппарат) — белорусский космический аппарат дистанционного зондирования Земли, созданный российским предприятием РКК «Энергия» на базе универсальной космической платформы «Виктория» по заказу Национальной академии наук Беларуси.
Первый запуск состоялся 26 июля 2006 года на Байконуре и был неудачным из-за аварии ракеты-носителя «Днепр».
Второй белорусский спутник (БелКА-2) дистанционного зондирования Земли был запущен в 2012 году. В перспективе планируется создать группировку спутников для использования в интересах Союзного государства.

## История создания «БелКА»
Проект первого белорусского спутника возник в 2003 году. Космический аппарат «БелКА» планировалось сделать элементом белорусско-российской группировки спутников дистанционного зондирования Земли. Данные с него необходимы для работы МЧС, Минприроды, Минтранса и других заинтересованных ведомств. С российской стороны группировку должны представлять спутники «Монитор» и «Бауманец».
Назначение аппарата:
- контроль возобновляемых и естественных природных ресурсов;
- контроль за землепользованием и сельскохозяйственным производством;
- определение площадей, перспективных для поиска полезных ископаемых;
- контроль ресурсов и экологии шельфа (для зарубежных заказчиков);
- контроль чрезвычайных ситуаций;
- экологический контроль окружающей среды;
- обновление топографических карт.

Орбита спутника массой 750 кг круговая, солнечно-синхронная, высота 506 км, наклонение — 97,6°. «БелКА» должен облетать за сутки всю поверхность Земли, в том числе Белоруссию. Снимки, полученные с борта космического аппарата, дадут возможность рассмотреть объекты на земной поверхности в панхроматическом режиме (один канал) с разрешением 2—2,5 метра и в многоканальном режиме (4 канала) с разрешением 10 метров. Оптикоэлектронную аппаратуру космического аппарата общим весом 150—200 кг изготовили белорусские предприятия — «Пеленг», Институт кибернетики, ряд других коллективов.
Хронология создания спутника:
- середина 2003 — начало разработки;
- 3 ноября 2003 — согласование технических заданий на КА и его системы, определение объёма экспериментальной отработки;
- 12 января 2004 — контракт на создание КА «БелКА» между ЗАО «ЦНИИМАШ-Экспорт» и РКК «Энергия»;
- февраль 2004 — выпуск эскизного проекта КА;
- 22–23 марта 2004 — защита эскизного проекта в Национальной академии наук Беларуси и ОАО «Пеленг»;
- середина 2004 — завершение выпуска конструкторской документации на КА;
- ноябрь 2004 — испытания динамического макета КА;
- начало 2004 — ноябрь 2004 — изготовление корпуса летного аппарата;
- 4 февраля 2005 — 11 мая 2006 — всесторонние испытания «БелКА».

10 мая 2006 в Федеральном космическом агентстве прошло заседание Государственной комиссии на которой было принято решение о вывозе космического аппарата «БелКА» на космодром Байконур. Спутник был доставлен туда 11 мая. Первоначально кластерный запуск (совместно с аппаратами Бауманец, УниСат-4 и др.) с помощью ракеты-носителя «Днепр» было запланировано произвести 28 июня, однако 13 июня было объявлено, что в связи с неисправностью в бортовом цифровом вычислительном комплексе ракеты-носителя принято решение о её замене. Операция по замене ракеты-носителя в шахтной пусковой установке займет до шести дней, после чего будет вновь проведен полный цикл проверок. Новой датой запуска было названо 26 июля. К этой дате на Байконур прибыл президент Белоруссии — Александр Лукашенко. Запуск произошёл в 23:43 МСК, однако на 73-й секунде полета произошло аварийное отключение двигателей ракеты. Фрагменты ракеты со спутниками упали в пустынной местности на юге Казахстана, при этом никто не пострадал. Для выяснения причин аварии была сформирована аварийная комиссия, которая провела расследование.

## Выводы аварийной комиссии
Как заявил … журналистам руководитель комиссии, генеральный директор ЦНИИМаш Николай Анфимов, комиссия установила, что «непосредственной причиной аварии стало нарушение работы гидропривода четвертого двигателя первой ступени».
Н. Анфимов напомнил, что управление вектором тяги первой ступени осуществляется качанием сопел двигателей. «В течение 0,27 секунды не работал гидропривод одного из двигателей. Возникло большое возмущение по вращению. И хотя через 0,27 работа гидропривода восстановилась, процесс раскачивания ракеты пошел, и через 2 секунды гироскоп сел на упоры и выдал команду на аварийное выключение двигателя. Это произошло на 73 секунде полета», — сказал он.
…Вывод комиссии таков: отключение гидропривода произошло из-за повышения температуры рабочего тела, которым является один из компонентов ракетного топлива — гептил.

По словам Н. Анфимова, установлена и причина перегрева гептила: при подъеме ракеты происходит пересечение реактивных струй четырех двигателей, в результате чего возникает восходящий поток продуктов горения. Этот поток должна удерживать изоляция. «Судя по всему, у ракеты невыявленный дефект при нанесении изоляции. Поэтому рекомендация межведомственной комиссии — при использовании баллистических ракет РС-20 в качестве ракет-носителей они должны проходить дополнительную проверку», — сказал Н. Анфимов.

## Страхование, размер ущерба, страховое возмещение
Страховщиком спутника выступала белорусская страховая компания «Промтрансинвест», страховой ущерб был оценен в $16,01 млн.
Риск утраты или повреждения спутника БелКА был перестрахован на белорусском страховом рынке, среди перестраховщиков компании «Белгосстрах» ($5,9 млн), «Белнефтестрах» ($395,7 тыс.), «Купала» ($50 тыс.), «Багач» ($305,4 тыс.), «Белэксимгарант» ($576,2 тыс.), «Белингострах» ($486,1 тыс.), «Белвнешстрах» ($179 тыс.), «Таск» ($489,9 тыс.), «Би энд Би иншуренс» ($941,3 тыс.), «Промтрансинвест» ($490 тыс.). Остальная часть риска (около $6,2 млн) была размещена в российских и западных страховых и перестраховочных компаниях. Так, на долю немецкой перестраховочной компании Munich Re пришлась доля в $4,17 млн, на российскую страховую компанию «РОСНО» — $1,7 млн.
Вторичное перестрахование (ретроцессия) также в заметном объёме осуществлялось на страховых рынках Белоруссии и России. Так, крупную долю (500 тыс. долларов США) выплатила страховая компания «СОГАЗ», получившая этот риск от «РОСНО». Участвовала в перестраховании этого риска также российская страховая компания «Русский страховой центр» .
Страховая выплата была произведена в полном объёме в том же 2006 году.